# Eduard Kisker
Eduard Kisker (* 20. Juni 1850 in Halle in Westfalen; † 11. Mai 1926) war ein deutscher Unternehmer der Spirituosenherstellung. Er war Leiter der Kisker-Brennereien und Kommerzienrat in Halle (Westfalen).

## Leben
Nachdem sein Vater Wilhelm Eduard Kisker 1882 gestorben war, übernahm Eduard Kisker (auch Eduard II. Kisker) als jüngster Sohn die Leitung der Firma. 
Die Stadt Halle profitierte von Eduard Kiskers Spenden. So finanzierte er eine Kleinkinderschule und den Bau der Straße von Eggeberg nach Theenhausen. Weiterhin gab er Geld für die Armenfürsorge. Er heiratete 1878 Ida Cramer, die Tochter des Architekten und Bauunternehmers Ludwig Karl Cramer, und war somit Schwager von Ludwig Cramer. Eduard Kiskers Frau Ida engagierte sich an der 1896 gegründeten Höheren Privatschule von Halle, die von Eduard Kisker und Carl Heinrich Brune gestiftet wurde. Diese kam 1925 als Mittelschule, später Realschule, in die Zuständigkeit der Stadt. Bürgermeister der Stadt Halle war Kisker von 1907 bis 1919, zudem trug er den Titel des Kommerzienrates und bekam 1898 den Preußischen Königlichen Kronenorden verliehen.